# Macrurosaurus semnus
Macrurosaurus semnus es la única especie conocida del género dudoso extinto  Macrurosaurus  (gr. “lagarto de cola larga”) de dinosaurio saurópodo titanosauriano, que vivió a principios del período Cretácico, hace aproximadamente 115 a 110 millones de años, en el Albiense, en lo que es hoy Europa. Harry G. Seeley quien describiera el fósil original nombrándolo M. semnus, lo encontró cerca de Cambridge, Inglaterra, y probablemente Hungría, perteneciente a la Formación de Arenas Verdes. Conocido por dos grupos de vértebras de la cola, estas son procélicas. No se conocen otras especies. El nombre genérico se deriva del griego makros, "grande" y oura, "cola". El nombre específico se deriva del griego semnos, "majestuoso" o "impresionante".
El holotipo de Macrurosaurus, SM B55630, consiste en dos series de vértebras caudales encontradas alrededor de 1864 cerca de Cambridge, Inglaterra, estratos que se depositaron durante el Cenomaniense pero que contienen material fósil reelaborado que data de alrededor de finales del Albiense. El primero fue adquirido por el Museo Woodwardian de William Farren, quien lo desenterró en Coldhams Common, cerca de Barnwell. Esta serie está compuesta por 25 vértebras proximales. El segundo fue encontrado por el reverendo W. Stokes-Shaw en un lugar un poco más occidental cerca de Barton. Contenía quince vértebras distales más pequeñas, desde el extremo de la cola. Seeley, actuando bajo la presunción de que ambos hallazgos pertenecían a la misma especie, si no el mismo individuo, combinó las dos series en una cola de aproximadamente 4.5 metros de longitud. Otros fósiles fragmentarios de Inglaterra, Acanthopholis platypus, Francia y Argentina más tarde fueron referidos a Macrurosaurus, pero hoy se duda de la asignación.
El mismo Seeley estimó que Macrurosaurus medía unos 10 metros de largo. A menudo, una longitud de alrededor de doce metros se indica en la literatura popular. Las vértebras delanteras son procélicas, lo que significa que los centros vertebrales son huecos en el extremo frontal y convexos en la parte posterior. Los que están detrás son anfílicélicas con huecos en ambos extremos. Seeley supuso que el conteo completo de vértebras de la cola habría sido de unos cincuenta.
Macrurosaurus fue asignado por Seeley a los Dinosauria. Richard Lydekker en 1888 determinó que pertenecía al grupo de los Sauropoda. En 1929, Friedrich von Huene lo refirió a los Titanosauridae. Sin embargo, en los últimos años, se ha concluido comúnmente que la especie no puede determinarse más que un Titanosauriformes más general, hoy se lo ve como un nomen dubium.